# Витончене вбивство
«Витончене вбивство» (англ. Sweet Killing) — франко-канадський фільм 1993 року.

## Сюжет
Процвітаючий банківський службовець Адам Крос замислює позбутися своєї дурної і балакучої дружини. Щоб реалізувати план, він організовує існування якогось містера Зарго, взявши це ім'я з коміксів. Але коли дружини не стало — з'являється Зарго!

## У ролях
| Актор             | Роль                |
| ----------------- | ------------------- |
| Ентоні Гіггінс    | Адам Крос           |
| Ф. Мюррей Абрахам | Зарго               |
| Майкл Айронсайд   | інспектор Гарсія    |
| Леслі Гоуп        | Єва Бішоп           |
| Андреа Ферреоль   | Луїза Кросс         |
| Арон Тейджер      | співробітник Ліпскі |
| Енн Пейдж         | місіс Мартін        |
| Роберт Гігден     | оператор АЗС        |
| Тайрон Бенскін    | Ескобар             |
| Соня Біддл        | продавець           |
| Джемісон Буланжер | Пітер Гадсон        |
| П'єр Карбон       | офіціант            |
| Доріан Джо Кларк  | охоронець           |
| Еллен Девід       | повія               |
| Норріс Домінго    | п'яний              |

| Актор           | Роль              |
| --------------- | ----------------- |
| Кетлін Фі       | місіс Девон       |
| Айан Фінлей     | Майк Гаррісон     |
| Максін Гесс     | касир             |
| Террі Гейг      | Стенлі Гадсон     |
| Ліза Галл       | Ліз Гадсон        |
| Барбара Джонс   | Мод Гадсон        |
| Дон Джордан     | фотограф          |
| Віктор Кнайг    | містер Холмс      |
| П'єр Ленуар     | представник банку |
| Серж Мартіно    |                   |
| Б'янка Парадіс  | Ребекка           |
| Pouilleux       | пес               |
| Клер Райлі      | секретар Адама    |
| Арі Снайдер     | містер Карікос    |
| Аль Вандеркрайс | поліцейський      |